# Ryan Bond
Ryan Bond (* 20. Mai 1974) ist ein ehemaliger US-amerikanischer Basketballspieler.

## Werdegang
Bond spielte in seinem Heimatland bis 1992 an der Weston High School in Jonesboro (US-Bundesstaat Louisiana), dann an der Louisiana Tech University und erzielte zwischen 1992 und 1996 in 109 Einsätzen im Schnitt 9,3 Punkte und 5,1 Rebounds je Begegnung für die Hochschulmannschaft. Seine Laufbahn als Berufsbasketballspieler begann in Schweden, 1996/97 spielte Bond bei Jämtland Basket, nach dem Ende der Saison scheiterte eine Einigung über einen neuen Vertrag zwischen Bond und dem schwedischen Verein.
Ab März 1998 stand er bei Pussihukat in Finnland unter Vertrag. Nachdem er in drei Spielen der Saison 1998/99 im Schnitt 28,3 Punkte erzielt hatte, trug Bond auch im Spieljahr 1998/99 die Farben der Mannschaft und brachte es in 42 Korisliiga-Spielen auf 19 Punkte je Begegnung. 1999 wechselte der Innenspieler zum französischen Zweitligisten Bondy, für den er im September 1999 zwei Spiele bestritt. Er ging danach nach Finnland zurück und schloss sich Namika Lahti an. Mit Lahti wurde Bond 2000 finnischer Meister, er war in 27 Einsätzen (21,5 Punkte/Spiel) am Erfolg beteiligt.
In der Saison 2000/01 war er Spieler des kroatischen Vereins KK Zrinjevac in Zagreb. 2003/04 spielte Bond für Mabetex Prishtina im Kosovo.
In der Sommerpause 2004 wurde Bond vom deutschen Bundesliga-Aufsteiger Schwelmer Baskets verpflichtet. Er bestritt 28 Bundesliga-Spiele für Schwelm, in denen er im Mittel 14,4 Punkte verbuchte, beendete das Spieljahr 2004/05 mit der Mannschaft auf dem letzten Bundesliga-Tabellenplatz. Im September 2005 wurde er von den Artland Dragons (ebenfalls Bundesliga) unter Vertrag genommen. Er kam für die Niedersachsen auf 33 Einsätze (3,2 Punkte/Spiel). Sein dritter Verein in der Bundesliga wurde die BG Karlsruhe (Saison 2006/07). Er erzielte für die BG in 30 Bundesliga-Spielen 10,5 Punkte je Begegnung. Wie mit Schwelm beendete er das Spieljahr mit Karlsruhe als Tabellenletzter.
In seinem Heimatland wurde Bond 2007 als Lehrer und Basketballtrainer an der Weston High School tätig, an der er selbst Schüler war. Bereits während seiner Spielerlaufbahn hatte er zwischenzeitlich ausgesetzt und ein Jahr lang als Assistenztrainer der Basketballmannschaft an der Jonesboro-Hodge High School gearbeitet.